# Hans Hermann Weber (Mediziner)
Hans Hermann Julius Wilhelm Weber (* 17. Juni 1896 in Berlin; † 12. Juni 1974 in Heidelberg) war ein deutscher Physiologe und Biochemiker.

## Leben
Hans Hermann Weber besuchte in Berlin das Gymnasium und studierte dann Medizin in Berlin, Greifswald, Rostock und Heidelberg. Von 1914 bis 1918 leistete er Kriegsdienst. Von 1922 bis 1925 war er Assistent am Physiologischen Institut Rostock, wo er sich habilitierte. Von 1927 bis 1931 war er Privatdozent an der Universität Münster. Er war Mitglied der SA. Von 1954 bis zu seiner Emeritierung 1966 war Weber Direktor am Max-Planck-Institut für medizinische Forschung in Heidelberg. 1955 wurde er Mitglied der Leopoldina. 1967 bis 1968 war er Vorsitzender der Gesellschaft Deutscher Naturforscher und Ärzte.
Hans Hermann Weber forschte hauptsächlich über Proteine. Er lehrte in München, Königsberg in Preußen, Tübingen und Heidelberg.

## Veröffentlichungen
- Hans Hermann Weber: Eiweißkörper als Riesenionen, in: Schriften der Königsberger Gelehrten Gesellschaft, Naturwiss. Klass 18,4, Niemeyer Verlag Halle (Saale) 1942, S. 46–59.
- Hans Hermann Weber (Hrsg.): Molecular bioenergetics and macromolecular biochemistry. Meyerhof-Symposium 1970 in Heidelberg, with lectures of Manfred Eigen, Springer Berlin u. a. 1972, ISBN 978-3-540-05684-3.

## Ehrungen
- Carus-Medaille der Leopoldina (1955)
- Mitglied der American Academy of Arts and Sciences (1958)
- Verdienst-Medaille der Leopoldina (1966)
- Großes Bundesverdienstkreuz (1966)
- Ehrenmitglied der Deutschen Akademie der Naturforscher Leopoldina (1971)